# Polanka Horyniecka (osada)
Polanka Horyniecka – osada w Polsce położona w województwie podkarpackim, w powiecie lubaczowskim, w gminie Horyniec-Zdrój.
W latach 1975–1998 miejscowość położona była w województwie przemyskim
.